# 三浦敏和
三浦敏和（1976年7月17日—），暱稱小敏（トシ），日本男性搞笑藝人、主持人。出身於北海道旭川市。搞笑組合小崇小敏成員，擔當吐槽的工作，搭檔是鈴木崇大。所屬經紀公司是吉本興業。
最大的外貌特徵是光頭。性情急躁，當鈴木崇大說出傻話時，常強烈吐槽「是歐美人嗎？！」，並大力拍打他的頭。
2010年和高中的同學結婚，2011年長子出生。

## 外部連結
- 官方檔案介紹（页面存档备份，存于）